# Yves Colin
Yves Colin, né le 10 mars 1894 à Guipavas (Finistère) et mort le 9 août 1979 dans cette même commune, est un homme politique français, député du centre national des indépendants et paysans de 1951 à 1955.

## Biographie
Né en Bretagne, il s'installe après la première guerre mondiale dans l'Aisne, où il devient exploitant agricole. Maire de la petite commune de Neuvillette en 1936, il est élu conseiller général, dans le canton de Ribémont, en 1949.
Militant agrarien, il est vice-président de l'union départementale des syndicats agricoles (FNSEA). 
Candidat aux élections législatives de 1951 à la tête d'une liste de droite, intitulée "Rassemblement des groupes républicains et indépendants français", il obtient 11 % des voix et est élu. Inscrit au groupe des Républicains indépendants à l'assemblée nationale, il n'intervient pas pendant toute la durée de son mandat, où ses votes le situent dans l'aile modérée de la droite parlementaire.
En 1955, il abandonne la vie politique, ne se représentant pas aux législatives de janvier 1956.

## Détail des fonctions et des mandats
Mandats parlementaires
- 5 juillet 1951 - 1er décembre 1955 : Député de l'Aisne